# Fubar
Fubar eller FUBAR är en förkortning som oftast uttyds som det engelska vulgära uttrycket Fucked Up Beyond All Recognition, ungefär ’förvridet/förstört bortom all igenkännlighet’. Någonting som är fubar är inte som det ska vara. Fubar kan också betyda Fucked Up Beyond All Reality/All Repair/All Recovery/All Reason.
Även Fucked Up Beyond Any Repair/Any Redemption. 
Ordet Fucked ersätts ibland med Fouled
Förkortningen tros vara amerikanskt andravärldskrigsslang. Enligt en teori är ordet en folketymologi av tyska furchtbar ’fruktansvärd’, och därmed en backronym.